# Джонсон, Тре
Ри́чард Эрл «Тре» Джо́нсон III (англ. Richard Earl "Tre" Johnson III; род. 7 марта 2006, Даллас) — американский баскетболист, выступающий в НБА за команду «Вашингтон Уизардс». Играет на позиции атакующего защитника.

## Ранние годы
Родился и вырос в Далласе, Техас, где учился в старшей школе Лэйк Хайлэндс. Будучи второгодкой, Джонсон набирал 23,8 очка, 5,6 подбора и 2,3 передачи в среднем за игру. В свой третий год в старшей школе Тре помог Лэйк Хайлэндс впервые с 1968 года стать лучшей командой штата, набрав в игре за чемпионство против Бомонт Юнайтед 29 из 55 очков своей школы. В течение сезона в среднем набирал 21,8 очка, 6,4 подбора и 2,7 передачи. Кроме того, по итогам сезона Джонсон получил награду «Мистер баскетбол Техас». Перед своим четвёртым годом в старшей школе присоединился к Линк Академи. За сезон Джонсон набирал в среднем 15,5 очка, 3,6 передачи и 3,3 подбора, реализуя почти 40% своих трёхочковых бросков и 90,5% штрафных бросков. Также Тре получил приглашения на матчи McDonald’s All-American, Jordan Brand Classic и Nike Hoop Summit.

## Карьера в колледже
15 ноября 2023 года согласился выступать за баскетбольную команду «Техас Лонгхорнс». 26 февраля 2025 года Джонсон набрал 39 очков в матче против «Арканзаса», что стало рекордом среди первокурсников в истории «Техаса»; до этого рекорд принадлежал Кевину Дюранту и Терренсу Ренчеру, которые набрали 37 очков. В итоге Тре провёл 33 матча в своём единственном сезоне в колледже, набирая в среднем 19,9 очка, 3,1 подбора, 2,7 передачи и реализуя 39,7% трёхочковых бросков. Также Джонсон был признан лучшим первокурсником года Юго-Восточной конференции и попал в её 2-ю сборную звёзд. В апреле 2025 года заявил о том, что выставит свою кандидатуру на предстоящий драфт НБА.

## Карьера в НБА
На драфте НБА 2025 года был выбран под общим 6-м номером командой «Вашингтон Уизардс».

## Статистика

### Статистика в NCAA
| Сезон | Команда | Conf  | Class | GP | GS | MPG  | FG%  | 3P%  | FT%  | RPG | APG | SPG | BPG | PPG  |
| --- | ------- | ----- | ----- | -- | -- | ---- | ---- | ---- | ---- | --- | --- | --- | --- | ---- |
| 2024/25 | Техас   | SEC   | FR    | 33 | 33 | 34,7 | 42,7 | 39,7 | 87,1 | 3,1 | 2,7 | 0,9 | 0,3 | 19,9 |
| Всего | Всего   | Всего | Всего | 33 | 33 | 34,7 | 42,7 | 39,7 | 87,1 | 3,1 | 2,7 | 0,9 | 0,3 | 19,9 |
| Наведите курсор мыши на аббревиатуры в заголовке таблицы, чтобы прочесть их расшифровку Статистика приведена с сайта sports-reference.com |         |       |       |    |    |      |      |      |      |     |     |     |     |      |